# Percilia
Percilia é um género de perca da família Percichthyidae.
Este género contém as seguintes espécies:
- Percilia gillissi
- Percilia irwini